# José Manuel Velázquez
Pour les articles homonymes, voir Velazquez.
José Manuel Velázquez, né le 8 septembre 1990 à Ciudad Bolívar au Venezuela, est un footballeur international vénézuélien, qui évolue au poste de défenseur.

## Biographie

### Carrière en club
José Manuel Velázquez dispute 4 matchs en Ligue des champions, 4 matchs en Ligue Europa, et 3 matchs en Copa Libertadores.

### Carrière internationale
Avec la sélection vénézuélienne des moins de 20 ans, il participe au championnat des moins de 20 ans de la CONMEBOL en 2009, qui se déroule au Venezuela. Le Venezuela termine à la 4e place, et se qualifie pour le mondial. Lors de cette compétition, il dispute 9 rencontres, pour un but inscrit.
Fin septembre 2009, il prend part à la Coupe du monde des moins de 20 ans qui se déroule en Égypte. Il y dispute 4 rencontres, pour un but inscrit. Le Venezuela est éliminé lors des huitièmes de finale de la compétition par les Émirats arabes unis. 
José Manuel Velázquez compte 14 sélections et 1 but avec l'équipe du Venezuela depuis 2008. 
Il est convoqué pour la première fois en équipe du Venezuela par le sélectionneur national César Farías, pour un match amical contre l'Angola le 19 novembre 2008 (0-0). 
Par la suite, le 13 mai 2009, il inscrit son premier but en sélection contre le Costa Rica, lors d'un match amical (1-1).

## Palmarès
- Avec le Deportivo Anzoátegui
  - Vainqueur de la Coupe du Venezuela en 2008

- Avec les Mineros de Guayana
  - Vainqueur de la Coupe du Venezuela en 2011